# Cameron Pring
Cameron Lewis Moir-Pring, noto semplicemente come Cameron Pring (Cheltenham, 22 gennaio 1998), è un calciatore inglese, difensore del Bristol City.

## Carriera
Cresciuto nel settore giovanile della squadra della sua città natale, il Cheltenham Town, nel 2016 viene acquistato dal Bristol City, che inizialmente lo gira in prestito a squadre militanti nelle serie minori del campionato inglese. Rientrato alla base nel gennaio del 2021, ha esordito con i Robins il 10 agosto 2021, in occasione dell'incontro di English Football League Cup perso ai rigori contro il Forest Green. Sette giorni dopo ha esordito anche in Championship, disputando l'incontro vinto per 2-3 contro il Reading.

## Statistiche

### Presenze e reti nei club
Statistiche aggiornate al 26 gennaio 2025.
| Stagione            | Squadra             | Campionato          | Campionato | Campionato | Coppe nazionali | Coppe nazionali | Coppe nazionali | Coppe continentali | Coppe continentali | Coppe continentali | Altre coppe | Altre coppe | Altre coppe | Totale | Totale |
| Stagione            | Squadra             | Comp                | Pres       | Reti       | Comp            | Pres            | Reti            | Comp               | Pres               | Reti               | Comp        | Pres        | Reti        | Pres   | Reti   |
| ------------------- | ------------------- | ------------------- | ---------- | ---------- | --------------- | --------------- | --------------- | ------------------ | ------------------ | ------------------ | ----------- | ----------- | ----------- | ------ | ------ |
| ott.-nov. 2017      | Aldershot Town      | NL                  | 1          | 0          | FACup           | -               | -               |                    | -                  | -                  | FAT         | -           | -           | 1      | 0      |
| 2018-gen. 2019      | Newport County      | FL2                 | 7          | 1          | FACup+CdL       | 1 + -           | 0               |                    | -                  | -                  | FLT         | 3           | 0           | 11     | 1      |
| gen.-mag. 2019      | Cheltenham Town     | FL2                 | 8          | 0          | FACup+CdL       | -               | -               |                    | -                  | -                  | FLT         | -           | -           | 8      | 0      |
| 2019-2020           | Walsall             | FL2                 | 21         | 0          | FACup+CdL       | 1+0             | 0               |                    | -                  | -                  | FLT         | 2           | 0           | 24     | 0      |
| 2020-gen. 2021      | Portsmouth          | FL1                 | 9          | 0          | FACup+CdL       | 2+1             | 0               |                    | -                  | -                  | FLT         | 3           | 0           | 15     | 0      |
| 2021-2022           | Bristol City        | FLC                 | 32         | 0          | FACup+CdL       | 1+1             | 0               |                    | -                  | -                  |             | -           | -           | 34     | 0      |
| 2022-2023           | Bristol City        | FLC                 | 32         | 1          | FACup+CdL       | 3+2             | 0               |                    | -                  | -                  |             | -           | -           | 37     | 1      |
| 2023-2024           | Bristol City        | FLC                 | 42         | 1          | FACup+CdL       | 3+0             | 0               |                    | -                  | -                  |             | -           | -           | 45     | 1      |
| 2024-2025           | Bristol City        | FLC                 | 21         | 0          | FACup+CdL       | 0+0             | 0               |                    | -                  | -                  |             | -           | -           | 37     | 1      |
| Totale Bristol City | Totale Bristol City | Totale Bristol City | 127        | 2          |                 | 10              | 0               |                    | -                  | -                  |             | -           | -           | 137    | 2      |
| Totale carriera     | Totale carriera     | Totale carriera     | 173        | 3          |                 | 15              | 0               |                    | -                  | -                  |             | 8           | 0           | 196    | 3      |